# Phía cuối cầu vồng
Phía cuối cầu vồng là một bộ phim truyền hình được thực hiện bởi Đài Truyền hình Việt Nam cùng Công ty cổ phần Trần Gia do Mai Hồng Phong làm đạo diễn. Phim được chuyển thể từ tập truyện "Công ty" của Phan Hồn Nhiên. Phim phát sóng vào lúc 21h10 thứ 2, 3, 4 hàng tuần bắt đầu từ ngày 16 tháng 9 năm 2010 và kết thúc vào ngày 13 tháng 12 năm 2010 trên kênh VTV3.

## Nội dung
Phía cuối cầu vồng xoay quanh câu chuyện của những bạn trẻ làm việc trong công ty quảng cáo thuộc Tập đoàn Big Sun: đó là chàng giám đốc trẻ tuổi, thông minh Nam Phong (Dương Hoàng Anh), hay hai nữ nhân viên xinh đẹp Lim (Bích Huyền) và Bảo Trang (Lục Diệp)...

## Diễn viên
- Dương Hoàng Anh trong vai Nam Phong[8]
- Ngô Tiến Đoàn trong vai Peter[9]
- Bích Huyền trong vai Lim[10]
- Lục Diệp trong vai Bảo Trang[11]
- Dương Thùy Linh trong vai Kat[12]

Cùng một số diễn viên khác....

## Nhạc phim
- Phía cuối cầu vồng

Sáng tác: Đặng Duy Chiến
Thể hiện: Dương Hoàng Yến
- Mình mãi bên nhau

Sáng tác: Đặng Duy Chiến 
Thể hiện: Mỹ Dung
- Ngày hôm qua

Sáng tác: Đặng Duy Chiến 
Thể hiện: Hoài Nam

## Giải thưởng
| Năm  | Giải thưởng                                | Hạng mục         | (Người) đề cử | Kết quả  | Tham khảo |
| ---- | ------------------------------------------ | ---------------- | ------------- | -------- | --------- |
| 2010 | Liên hoan truyền hình toàn quốc lần thứ 30 | Phim truyền hình | —             | Giải bạc | [ 13 ]    |